# مارا دورديفيك
مارا دورديفيك (بالصربية: Мара Ђорђевић)‏ هي مغنية صربية، ولدت في 31 يناير 1916 في Odobești ‏ في رومانيا، وتوفيت في 22 يناير 2003 في بانتشيفو في صربيا.